# Francesco Rambaldi
Francesco Rambaldi (Milano, 19 gennaio 1999) è uno scacchista italiano, Grande maestro.

## Carriera scacchistica
Impara a giocare a scacchi dal padre nel 2006 e frequenta un corso di scacchi al club di Grenoble in Francia, dove ha vissuto con la famiglia fino al 2016, quando si è trasferito negli Stati Uniti.. Comincia a giocare tornei a partire dal 2007 per la Federazione Francese. Il 21 maggio 2010 passa alla Federazione Scacchistica Italiana.
Il suo primo formatore è stato Gerard Talvard, a partire dal 2010 è seguito dal Maestro Internazionale Fabrizio Bellia, successivamente viene seguito da Alberto David, Fernando Braga e Daniel Contin.
Il 22 agosto 2015, con i risultati ottenuti al 19º Vienna Chess Open, conquista la decisiva terza norma e diventa Grande maestro di Scacchi, titolo ratificato dalla FIDE all'86º FIDE Congress 2015 di Abu Dhabi.
Dopo essersi diplomato al Liceo di Grenoble, ha preso un anno sabbatico dedicandosi agli scacchi, poi nell'estate 2016 si è trasferito negli Stati Uniti e iscritto alla Saint Louis University dove studia economia e gioca per il team scacchistico universitario (assieme a, tra gli altri, Alejandro Ramírez, Dorsa Derakhshani, Oleksandr Ipatov e Dariusz Świercz) il Campionato universitario a squadre panamericano.
Nella lista FIDE di maggio 2021 ha un punteggio Elo di 2569 punti, che lo inserisce al secondo posto tra gli italiani dietro Daniele Vocaturo e davanti Luca Moroni.

## Principali risultati
- 2009
  - in aprile vince a Aix-les-Bains il campionato francese giovanile U10 con 8/9 e imbattuto;
  - in luglio vince a Courmayeur il campionato italiano giovanile U10 a punteggio pieno con 9/9;
  - in settembre è terzo, a pari punti col vincitore, nel campionato europeo U10 di Fermo, conquistando il titolo di Maestro FIDE;
- 2011
  - in luglio vince a Porretta Terme con 8,5/9 il campionato italiano giovanile U12;
  - in dicembre vince la 22ª edizione del Festival di Robecchetto con Induno;
- 2013
  - in luglio vince a Courmayeur con 8,5/9 il campionato italiano giovanile U14;
- 2014
  - in settembre è quarto, a mezzo punto dal vincitore, nel Campionato del mondo U16 di Durban;
  - in ottobre è 5º nell'open di Bad Wiessee con 7/9, imbattuto, conquistando la terza norma e quindi il titolo di Maestro Internazionale;[8]
- 2015
  - in marzo partecipa con il club L'Echiquier Grenoblois al campionato francese a squadre, realizzando 6,5/9 e conquistando la seconda norma di Grande maestro;[9]
  - in agosto vince il 19º Vienna Chess Open, con 7,5/9 imbattuto e ottiene la decisiva terza Norma che lo promuove a Grande maestro di Scacchi .[10]
  - in settembre è 8º nel Campionato del mondo U20 di Chanty-Mansijsk;[11]
  - in novembre è quinto, ad un punto dal vincitore, nel Campionato del mondo U16 di Halkidiki;[12]
- 2016
  - in aprile a Fano diventa Campione Italiano nelle categorie Semilampo (15') e Lampo/Blitz (3'+2 sec.) davanti a Sabino Brunello, che lo supera solo per spareggio tecnico nella categoria Rapid (30').
  - in luglio vince in solitario con 5,5 punti su 6, l'Open Internazionale Città di Bergamo, superando di mezzo punto Daniel Fridman .[13]
- 2017
  - in giugno a Palau vince il 9º Torneo Capo d'Orso con 7 punti su 9, supera per spareggio tecnico Konstantin Landa[14]
  - in novembre a Panama City vince il torneo evento blitz Chess Rumble 2017 con il punteggio di 7.5 su 9.[15]
- 2019
  - in giugno a Kirkland (Washington) vince con 5 punti su 5 il Torneo Fide Open del Pacific Northwest Chess Center (PNWCC).[16]
- 2020
  - in gennaio a Concord (California) vince l'11º Annual Golden State Open .[17]